# Damon Hayler
Damon Hayler (ur. 6 lipca 1976 w Melbourne) – australijski snowboardzista. Jego najlepszym wynikiem olimpijskim jest 7. miejsce w snowcrossie na igrzyskach w Turynie. Na mistrzostwach świata najlepszy wynik uzyskał na mistrzostwach w Arosa, gdzie zajął 14. miejsce w snowcrossie. Najlepsze wyniki w Pucharze Świata osiągnął w sezonie 2008/2009, kiedy to zajął 38. miejsce w klasyfikacji generalnej.

## Sukcesy

### Igrzyska olimpijskie
| Miejsce | Dzień     | Rok  | Miejscowość | Konkurencja    | Zwycięzca    |
| ------- | --------- | ---- | ----------- | -------------- | ------------ |
| 7.      | 16 lutego | 2006 | Turyn       | Snowboardcross | Seth Wescott |
| 10.     | 15 lutego | 2010 | Vancouver   | Snowboardcross | Seth Wescott |

### Mistrzostwa Świata
| Miejsce | Dzień       | Rok  | Miejscowość | Konkurencja    | Zwycięzca        |
| ------- | ----------- | ---- | ----------- | -------------- | ---------------- |
| 26.     | 19 stycznia | 2003 | Kreischberg | Snowboardcross | Xavier de Le Rue |
| 29.     | 16 stycznia | 2005 | Whistler    | Snowboardcross | Seth Wescott     |
| 14.     | 14 stycznia | 2007 | Arosa       | Snowboardcross | Xavier de Le Rue |
| DNS     | 19 stycznia | 2007 | Arosa       | Big Air        | Mathieu Crepel   |
| 21.     | 18 stycznia | 2009 | Kangwŏn     | Snowboardcross | Markus Schairer  |

### Puchar Świata

#### Miejsca w klasyfikacji generalnej
- 2005/2006 – 76.
- 2006/2007 – 68.
- 2007/2008 – 52.
- 2008/2009 – 38.
- 2009/2010 – 109.

#### Miejsca na podium
1. Saas-Fee – 22 października 2005 (snowboardcross) – 3. miejsce
2. Badgastein – 11 stycznia 2009 (snowboardcross) – 1. miejsce